# فيديريكو كليجر
فيديريكو كليجر (9 يناير 1903 – 5 يناير 1952) هو رياضي أرجنتيني. تنافس في مسابقة رمي المطرقة للرجال في الألعاب الأولمبية الصيفية لعام 1928 والألعاب الأولمبية الصيفية لعام 1932.